# Scorpion (відеогра)
Scorpion (укр. Скорпіон) — відеогра-платформер у жанрі «перестріляти всіх» 1989 року, розроблена та випущена Digital Magic Software для Amiga. Згодом гра була перевипущена під назвою Fly Fighter (укр. Винищувач) з іншим головним екраном та іншим порядком рівнів.

## Сюжет
Головна героїня Скорпіон нібито бореться за порятунок викраденої принцеси Скорпії. У несподіваному фіналі Скорпіон вбиває злу принцесу, виявляючись її доброю сестрою і єдиною спадкоємицею престолу.

## Ігровий процес
Гравець бореться з ордами ворогів, проходячи п'ять рівнів з бічною прокруткою, таких як гавань, джунглі та крижана земля, кожен з яких охороняється могутнім босом. Персонаж гравця атакує ворогів, вистрілюючи енергетичними болтами з пальців.

## Огляди
Гра отримала оцінки 93% в Amiga Computing, 69% в Computer and Video Games, 62% в The Games Machine, 60% в CU Amiga та 47% в The One. За словами Amiga Computing, «Все в Scorpion кричить про якість і стиль, за винятком ілюстрації на коробці. Гра являє собою дивакуватий гібрид Gryzor та Green Beret з шалено великими, швидкими персонажами». Computer and Video Games назвали її «грамотно виконаною грою, яку підвели деякі помилки, що легко виправляються, і яка страждає від недостатньої зовнішньої критики перед випуском».